# Ajos Teodoros (dystrykt Limassol)
Ajos Teodoros (gr. Άγιος Θεόδωρος) – wieś w Republice Cypryjskiej, w dystrykcie Limassol. W 2011 roku liczyła 65 mieszkańców.